# Axinella kirki
Axinella kirki är en svampdjursart som beskrevs av Arthur Dendy 1897. Axinella kirki ingår i släktet Axinella och familjen Axinellidae.
Artens utbredningsområde är havet kring Australien. Inga underarter finns listade i Catalogue of Life.